# 游彩
游彩（ゆうさい）は、日本のヴィジュアル系ロックバンド。

## 概要
2017年1月1日に「游彩公式情報頁」にて活動開始を発表した。バンドコンセプトは「哀愁ショック」。このコンセプトは「和を基調に、優美かつ哀愁味を帯びたメロディとヴィジュアル系が本来持っていたショッキングな要素を音や言葉で表現する」、「何に捉われる事無く、自分たちの色を出していく」という意味。

## メンバー
- 雨音 類（あまね るい）：唄担当。8月12日生まれ。2017年12月1日、脱退。
- 慶（よし）：六弦担当。7月26日生まれ。
- 大蛇（おろち）：四弦担当。9月5日生まれ。
- 沙久（さく）：太鼓担当。8月21日生まれ。

## 来歴
- 2017年
  - 1月1日バンド情報解禁
  - 1月8日OSAKA RUIDOにて初ライブを行う
  - 3月1日1stシングル「アイラク偽心」リリース
  - 6月23日OSAKA RUIDOにて主催イベント「昵懇臨戦」大阪編を行う
  - 6月24日名古屋 CLUB 3STAR IMAIKEにて主催イベント「昵懇臨戦」名古屋編を行う
  - 7月2日高田馬場AREAにて主催イベント「昵懇臨戦」東京編を行う
  - 7月26日2ndシングル「雨」リリース
  - 8月19日名古屋ell.SIZEにてワンマンライブ「会心ノ咆哮」名古屋編を行う
  - 8月26日SHIBUYA REXにてワンマンライブ「会心ノ咆哮」東京編を行う
  - 9月2日OSAKA RUIDOにてワンマンライブ「会心ノ咆哮」大阪編を行う。しかし、12月1日、ボーカルである雨音類が10月末に行方不明になって以降、ボーカル不在の状態で活動を続けており家族と含め話し合いをした末、この日をもって雨音が正式に脱退。並びに、翌2018年1月20日に東京・高田馬場AREAで行われる単独公演をもってバンドを正式に終了（解散）することが発表された。活動からわずか1年足らずでの解散となった。

## ディスコグラフィ

### シングル
| No. | 発売日        | タイトル     | 品番       | 収録曲                                          | 備考                                                  |
| --- | ------------- | ------------ | ---------- | ----------------------------------------------- | ----------------------------------------------------- |
| 1st | 2017年3月1日  | アイラク偽心 | NSRC-0013A | [CD] 1.アイラク偽心 2.色暮 [DVD] 1.アイラク偽心 | 2017年03月13日付 オリコン インディーズ ランキング19位 |
| 1st | 2017年3月1日  | アイラク偽心 | NSRC-0013B | [CD] 1.アイラク偽心 2.色暮 3.地団駄序曲         | 2017年03月13日付 オリコン インディーズ ランキング19位 |
| 2nd | 2017年7月26日 | 雨           | NSRC-0014A | [CD] 1.雨 2.渇望 [DVD] 1.雨                     | 2017年08月07日付 オリコン インディーズ ランキング13位 |
| 2nd | 2017年7月26日 | 雨           | NSRC-0014B | [CD] 1.アイラク偽心 2.渇望 3.真宵路             | 2017年08月07日付 オリコン インディーズ ランキング13位 |

## カラオケ配信
- DAM
  - 「アイラク偽心」
  - 「雨」